# G4L
G4L (früher eine Abkürzung für Ghost for Linux) ist eine freie Software für Linux-Systeme, mit der die Dateninhalte ganzer Festplatten und Partitionen gesichert werden können. Die Software wird im Rahmen des Sourceforge.net-Entwicklungsmanagementsystems unter der GPL zur Verfügung gestellt.

## Unterschiede zu Norton Ghost
- G4L kopiert ganze Datenträger oder Partitionen bitweise. Das kann sich negativ auf die Geschwindigkeit von G4L auswirken, weil auch nicht belegter Speicherplatz einer Partition mitkopiert wird, dafür braucht G4L aber keine Dateisystemtreiber, kann also alle Dateisysteme kopieren.
- G4L kann die Images auch auf einen FTP-Server hochladen. Dies geschieht entweder über den Menüpunkt „Raw Mode“ → „Network Use“ oder über „File mode“ → „Client/Server Mode“.

## Streit um G4U
Der Quellcode von G4L wies Ähnlichkeiten mit dem des Programmes G4U (Ghost for UNIX) auf, woraus der G4U-Autor schloss, dass G4L die BSD-Lizenz von G4U verletze. Die Gründe dafür erläutert er auf seiner Website. Der Autor von G4U hat jedoch keine rechtlichen Schritte unternommen.
Nach Ansicht des aktuellen Entwicklers von G4L hat sich das G4L-Projekt inzwischen jedoch soweit fortentwickelt, dass diese Ähnlichkeiten weitgehend verschwunden sind. Trotzdem wird beim Start der aktuellen Version ein Hinweis auf mögliche Ähnlichkeiten zu G4U eingeblendet.